# Жерниця
Жерниця (пол. Żernica) — село в Польщі, у гміні Пільховиці Гливицького повіту Сілезького воєводства.
Населення — 2801 особа (2011).

## Історія
У 1975—1998 роках село належало до Катовицького воєводства.

## Демографія
Демографічна структура станом на 31 березня 2011 року:
|          | Загалом | Допрацездатний вік | Працездатний вік | Постпрацездатний вік |
| -------- | ------- | ------------------ | ---------------- | -------------------- |
| Чоловіки | 1373    | 263                | 925              | 185                  |
| Жінки    | 1428    | 251                | 879              | 298                  |
| Разом    | 2801    | 514                | 1804             | 483                  |